# Mesabolivar aurantiacus
Mesabolivar aurantiacus là một loài nhện trong họ Pholcidae. Loài này được phát hiện ở het noorden van Zuid-Amerika.